# Кантонная система управления в Башкирии
Кантонная система управления в Башкирии — военная форма управления в 1798—1865 годах на территории Башкирии (Башкиро-мещерякское войско).

## Причины введения кантонной системы управления
Введение кантонной системы было связано с необходимостью решения целого комплекса задач. Среди них можно выделить: предупреждение башкирских восстаний, необходимость усиления защиты юго-восточных рубежей страны, колонизацию края, расширение возможностей для завоевания Средней Азии.

## История

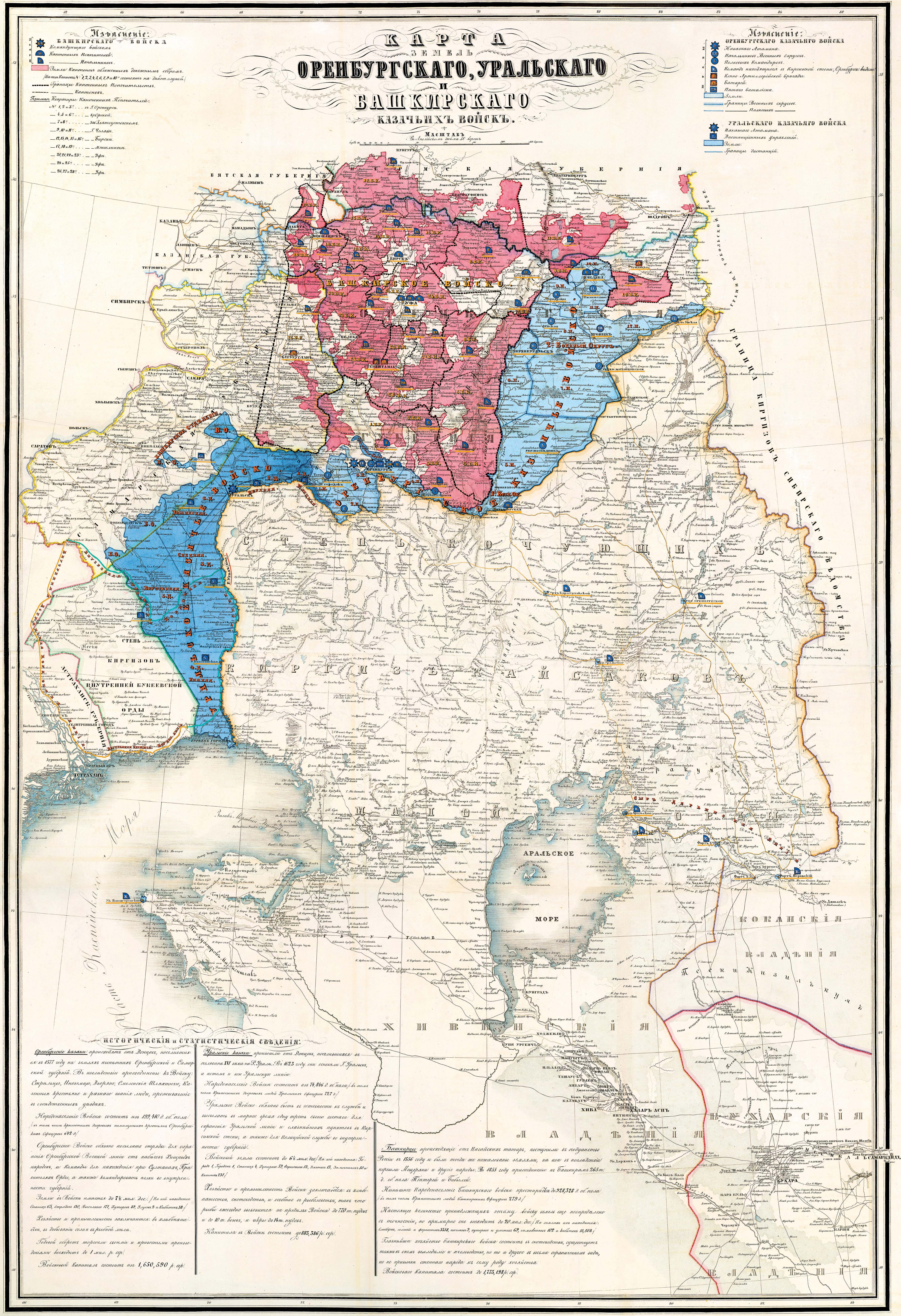
Карта земель Оренбургского, Уральского и Башкирского казачьих войск в 1858 году.

Кантонная система управления в конце XVIII века применялась в ряде европейских государств. Подобная система управления функционировала на ряде территорий Австро-Венгрии и Пруссии. Введение кантонной системы управления на территории Башкирии было первым опытом широкого применения такой системы управления на территории Российской империи. Проект внедрения кантонной системы управления был разработан О. А. Игельстромом, занимавшим в 1784—1792 годах пост генерал-губернатора Уфимского и Симбирского наместничеств, и, очевидно, знакомого с такой формой управления. Прежде всего О. А. Игельстром приступил к переводу башкир и мишарей в военно-казачье сословие. 22 апреля 1789 года, после предварительных переговоров с башкирскими старшинами, 20 908 башкирских дворов были разделены на 103 команды (юрты). Для управления командами О. А. Игельстромом были назначены юртовые старшины (103 чел.) и их помощники (52 чел.). Также были назначены походные старшины (63 чел.) и сотники (213 чел.) которые были обязаны следить за военно-сторожевой службой башкир. Проведенное разделение значительно облегчало контроль за населением, так как на одного чиновника в среднем приходилось 48,5 двора. Однако башкиры, неся военную службу, продолжали находиться под гражданским управлением вплоть до 1797 года. Лишь 30 января 1797 года башкиры были переведены в военное ведомство с подчинением военному губернатору, но в отношении «домостроительства и тяжебных дел» было сохранено подчинение башкир гражданскому ведомству. Такое разделение управления, проведенное О. А. Игельстромом было 23 февраля 1797 года узаконено правительством.
В начале 1798 года в отчете правительству о состоянии Оренбургской линии О. А. Игельстром указал на недостатки в организации службы на
границе. Недостатки заключались в злоупотреблениях башкирских старшин и земских исправников, позволявшим состоятельным башкирам откупаться от военной службы и отправляющих на неё бедных башкир, не обеспеченных оружием и лошадьми или непригодных к её несению, в отдаленности казачьих жилищ от Оренбургской линии, что снижало готовность нести службу после долгого перехода, а также обеднение хозяйств несущих службу из-за долгого отсутствия хозяев.
Для улучшения положения О. А. Игельстром предложил разделить Оренбургскую пограничную линию на пять дистанций. Участок границы от Западной Сибири до Верхнеуральска составлял первую дистанцию, участок от Верхнеуральска до Орской крепости — вторую дистанцию, участок от Орской крепости до Оренбурга — третью дистанцию, участок от Оренбурга до Уральска — четвертую дистанцию, участок от Уральска до Гурьева — пятую дистанцию. Для несения службы на дистанциях башкир, мишарей, ставропольских калмыков, оренбургских и уральских казаков предполагалось разделить на кантоны. 3 января 1798 года О. А. Игельстром своим ордером ввел кантонную систему управления и установил новый порядок службы на границе, а 10 апреля 1798 года эти изменения были узаконены указом императора Павла I.
После присоединения в 1840—1850-е годы Казахстана к России Башкирия утратила пограничное положение. В 1840 году были упразднены казачьи кантоны.
В 1848 году существующие кантоны были подразделены на 2 вида: служилые — население 4 прилинейных кантонов (около 101 тыс. чел.) и неслужилые — население 9 кантонов (около 200 тыс. чел.). Последние были освобождены от военных повинностей, но находились под управлением военного ведомства.
С 1861 года, согласно распоряжению Оренбургского губернатора А. П. Безака, были приняты меры по постепенному подчинению населения кантонов общей полиции, по отмене назначения команд на линейную службу и другие.
Согласно «Положению о башкирах» от 14 мая 1863 года башкиры, мишари, бобыли и тептяри получили права свободных сельских жителей.
По Мнению Государственного Совета «О передаче управления башкирами из военного в гражданское ведомство» от 2 июля 1865 года, Кантонная система управления в Башкирии упразднялась. Его отмена явилась составной частью Крестьянской реформы 1861 года.
К 1 февраля 1866 года была завершена передача в гражданское ведомство населения кантонов, которые проживали на территории Оренбургской, Уфимской, Вятской, Пермской и Самарской губерний.

## Трансформация системы кантонов
В 1798 году было образовано 11 башкирских, 5 мещерякских кантонов, а также 5 кантонов оренбургских, 2 кантона уральских казаков и 1 кантон ставропольских калмыков. В основу выделения кантонов был положен территориальный (уездный) принцип. Башкирские и мещерякские кантоны делились на юрты. Казачьи кантоны делились на полки. Специальных названий кантоны первоначально не получили и различались только по порядковым номерам.
Башкирские кантоны были расположены на территориях Пермской и Оренбургской губернии (См. Таблицу 1). Мещерякские кантоны были расположены на территории Оренбургской губернии (См. Таблицу 2).
В 1803 году башкиры Шадринского уезда, входившие ранее во 2-й башкирский кантон, выделяются в отдельный кантон, получивший новый номер (3-й башкирский кантон). Кантонная форма управления была введена и на некоторых территориях Вятской губернии. Нумерация кантонов после этого была изменена (См. Таблицу 3). По предположению А. А. Валидова, деление на 12 частей идёт с ханских времён, когда народ делился на 12 родов.
По размерам территории кантоны не были одинаковыми и включали в свой состав неравное число жителей и деревень. Кантоны подразделялись на команды (юрты), которые в свою очередь состояли из групп деревень. Каждая команда (юрта) охватывала от 700 до 1000 душ мужского пола. Свободное передвижение башкир даже в пределах Башкирии было под запретом, усиливается надзор за населением.
В последующем структура кантонов в целях удобства управления оптимизировалась. В 1832 году 4-й кантон, расположенный в Троицком уезде и географически разделенный Уральским хребтом, был подразделен на два: 4-й Загорный и 4-й Западный.
В 1847 году был упразднен 1-й мещерякский кантон. Составляющие его юрты были разделены между 4-й Загорным, 4-й Западным и 5-м кантонами. В этом году 4-й Загорный и 4-й Западный кантоны получили окончательную самостоятельность и новые номера. 4-й Загорный стал 4-м, а 4-й Западный — 5-м. Соответственно произошла перенумерация остальных кантонов: прежний 5-й стал 6-м, 6-й стал 7-м и т. д. Таким же образом изменилась и нумерация мещерякских кантонов.
В 1835 году 17 башкирских и мишарских кантонов вошли в состав 6 попечительств (округов). Попечительствами руководил один из штаб-офицеров, к нему были прикомандированы 6 переводчиков и 6 писарей.
В 1855—1863 гг. количество кантонов доходило до 28.
В 1855 году Башкирское войско было разделено на 9 попечительств, 28 кантонов и 394 юрты.
В 1863—1865 гг. все 28 кантонов были сведены в 11 кантонов по уездному принципу. Поэтому кантоны имели и номера и уездное название: 1-й кантон назывался Оренбургским, 2-й — Верхнеуральским, 3-й — Троицким, 4-й — Челябинским, 5-й — Красноуфимским, 6-й — Бирским, 7-й — Мензелинским, 8-й — Бугурусланским, 9-й — Белебеевским, 10-й — Уфимским и 11-й — Стерлитамакским.

## Управление
Башкирские и мишарские кантоны управлялись кантонными начальниками, подчинявшимися непосредственно генерал-губернатору, а с 1834 года — командующему Башкиро-мещерякского войска. Должностные лица кантонного управления комплектовались из представителей башкирской и мишарской феодальной верхушки.

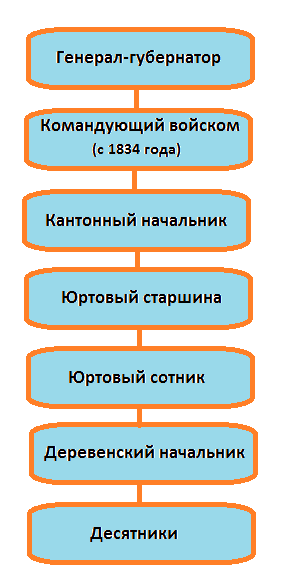
Чиновничья иерархия

Чиновники были освобождены от налогов. За военную и административную службы получали офицерские звания, которые давали им право претендовать на дворянство.
В 1834 году для усиления надзора за населением кантонов помимо должности командующего Башкиро-мещерякским войском, была учреждена войсковая канцелярия и введён институт попечительства.
Постепенно управление кантонами переходит под руководство командующего Башкиро-мещерякским войском. При командующим войском военными делами занимались начальник штаба Оренбургского казачьего войска, два военных чиновника, старший адъютант, штат аудиторов для решения военно-судебных дел и других. Гражданскими делами занималась особая канцелярия в составе правителя и четырёх столоначальников, а земскими делами — стряпчие, которые контролировали поверенных от башкир, присутствовали при межевании башкирских земель, осуществляли проверку фактов нарушения земельных границ.
Споры и уголовные дела рассматривались в военных и гражданских судебных учреждениях и генерал-губернатором. Согласно Указу Кабинета Министров от 26 февраля 1834 года «О суждении военным судом находящихся в Оренбургском крае отставных казаков уральских и оренбургских, калмыков, тептярей, башкир и мещеряков» все уголовные дела были переданы в ведение только военных судов. Земская полиция занималась следствиями по преступлениям, совершённым в неслужебное время, а сотский, десятский и деревенский начальники наблюдали в деревнях за исполнением правительственных указов и распоряжений, земских повинностей. В 1838 году в башкирских и мишарских кантонах должности сотских и десятских были отменены. Кроме этого в сельских населенных пунктах существовали должности сборщика налогов, смотрителя хлебных запасных магазинов, лесного надзирателя, дорожного смотрителя и другие, которые выбирались их населением и утверждались юртовым старшиной и кантонным начальником.
С 1819 года численность должностных лиц кантонов постепенно уменьшается: если в 1819 году их насчитывалось 5 569 человек, то 1838 году их было 3 657 человек, а 1861 году — 1 160 человек.

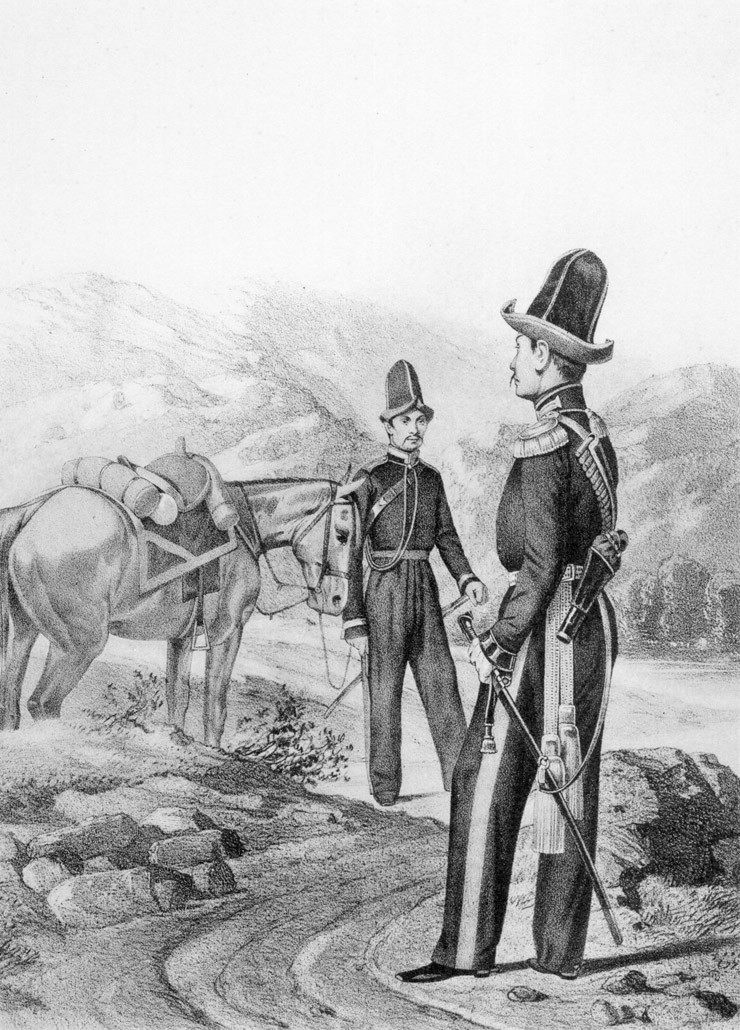
Урядник и штаб-офицер башкирских кантонов. 1838—1845 гг.

Также небольшая часть кантонных должностных лиц имели следующие чины:
- действительные (армейские) офицерские (подпрапорщик, прапорщик, поручик, капитан, майор и т. д.);
- казачьи офицерские (урядник, хорунжий, сотник, есаул и т. д.);
- классные (зауряд-хорунжий, зауряд-сотник, зауряд-есаул и т. д.).

Для усиления надзора над населением, была ограничена свобода передвижения, самовольный уход жителей из деревень был под запретом. На основании указа Сената от 24 сентября 1806 года были запрещены переезды башкир на жительство в другие губернии. В соответствии с пунктом 12 указа императора Павла I от 10 апреля 1798 года поездки башкир из одной юрт в другую позволялись на основании отпускных билетов (свидетельств), выданных юртовыми старшинами, в другой кантон — кантонными начальниками, в другую губернию — генерал-губернатором.
Ликвидировались остатки традиционного института самоуправления — йыйынов: в 1831 году губернские власти сообщили о запрещении йыйынов. В 1837 году данный запрет был снят с обязательным условием присутствия на собраниях офицера с солдатами или казаками.

## Повинности населения кантонов
Основной обязанностью населения кантонов являлась военная служба. Мужчины привлекались к охране юго-восточной границы страны, к участию в войнах царской России.

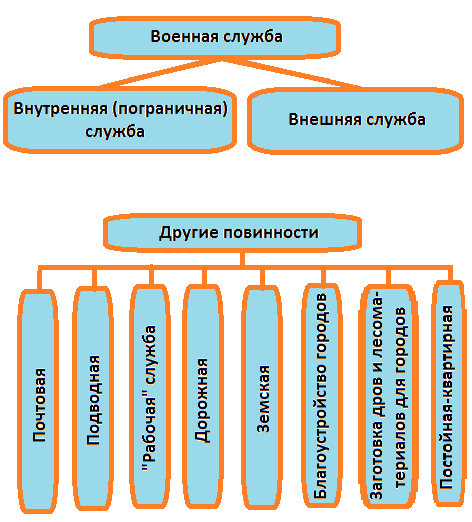
Повинности населения кантонов

Кроме основной повинности, население кантонов было обязано бесплатно выполнять трудовые повинности:
- строительство дорог и мостов;
- проведение и обустройство новых пограничных линий;
- подвоз продовольствия и других грузов в укрепления Оренбургской линии;
- заготовка леса;
- благоустройство городов Оренбургской губернии и другие.

Также были обязательны дорожная (плата за ремонт и содержание дорог и мостов), подводная (выдача лошадей и подвод для служебных нужд чиновникам), почтовая (перевозка почты, курьеров и т. д.), квартирную (предоставление пастбищ, строительство лазаретов, конюшен для расквартированных команд) и другие службы.
С населения кантонов взимались следующие денежные сборы:
- мирские (на содержание письмоводителей, писарей, кантонных управлений);
- на хлебные магазины;
- многочисленные единовременные денежные сборы.

Дорожная повинность являлась одной из самых сложных: к примеру, только за 1853 год для исправления дорог было выслано 162 361 человек и 102 793 лошадей. Одной из самых обременительных была подводная повинность: к примеру, только за 1853—1855 гг. башкирами и мишарями было выслано 2 298 149 лошадей и 1 191 905 проводников.

## Последствия введения кантонной системы управления
Введение кантонной системы управления оказало сильное влияние на развитие населения края и в целом позволило достичь поставленных при его внедрении целей.

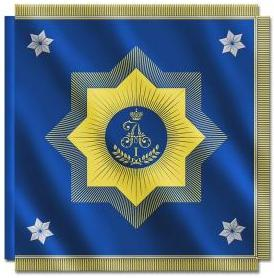
Знамя 9-го Башкирского кантона, пожалованное в 1805 году.

Среди отрицательных последствий введения кантонной системы управления следует отметить ухудшение материального положения рядового населения, которое оказалось под полным контролем родоплеменной верхушки и администрации. Тяжёлые условия линейно-пограничной службы, надзорно-полицейский режим, частые злоупотребления чиновников, ужесточение налогов и повинностей, недовольство населения религиозной и социальной политикой государства приводило к протестам населения, в частности к восстанию 1834—1835 года, в котором участвовали башкиры, мишари, тептяри и русские крестьяне и которое было жестоко подавлено. Тем не менее введение кантонной системы сыграло роль сдерживающего фактора и в течение первой половины XIX века в крае отсутствовали какие-либо другие крупные вооруженные выступления.
В то же время введение кантонной системы имело и позитивные моменты. Оно способствовало переходу кочевого населения к оседлости и земледелию, хотя и осуществлялось принудительными мерами. Был поднят хозяйственный и культурный уровень деревни. Так, в башкирских деревнях начали культивировать озимые хлеба, познакомились с картофелем и овощами. Были расширены возможности для получения образования.
В целом период существования кантонной системы управления явился последним этапом колонизации края. За время её существования были подготовлены все условия для интеграции края в состав Российской империи, выразившиеся в утверждении единообразия в управлении, в социально-экономическом и культурном отношениях.

## В искусстве и фольклоре
- В башкирском фольклоре бытуют песни о кантонных начальниках: «Абдрахман кантон», «Кулуй-кантон», «Кагарман-кантон», «Тухфат» и другие.
- В 1837—1844 гг. в Оренбурге на средства населения кантонов и при их непосредственном участии был возведён историко-архитектурный комплекс Караван-сарай. До 1865 года в нём располагалась канцелярия Башкирского войска, а с 16 ноября 1917 года по 14 февраля 1918 года в Караван-Сарае размещалось Башкирское Правительство. В соответствии с Постановлением Совета министров РСФСР от 30.08.1960 года историко-архитектурный комплекс был отнесен к категории памятников архитектуры государственного значения.

## Комментарии
1. ↑  К примеру, в 1826 году 12 башкирских кантонов в свой состав включали 1 804 деревни, которые состояли из 47 480 дворов, а 5 мишарских кантонов — 356 деревень из 7 652 дворов.